# T-Mobile

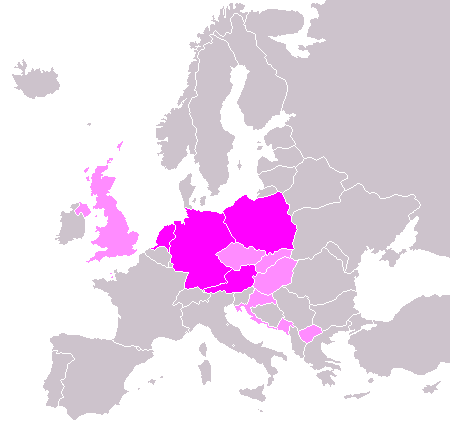
La présence de T-Mobile en Europe
Participation à 100 %
Participation >50 %

T-Mobile, filiale de Deutsche Telekom, est un opérateur mondial de téléphonie mobile, essentiellement présent en Europe, notamment en Allemagne, en Autriche, en Hongrie, aux Pays-Bas (cédé en 2022), au Royaume-Uni (cédé en 2015), en Pologne, en Slovaquie, ou encore en Croatie, ainsi qu'aux États-Unis. T-Mobile est le premier opérateur couvrant le territoire allemand, devant Vodafone.

## Histoire

Ancien logo

Logo précédent

Le premier réseau de téléphonie mobile, appelé C-Netz (en), est lancé en 1985. Le C est utilisé car les lettres A et B sont déjà prises par le précédent réseau téléphonique).
Le 1er juillet 1989, la Deutsche Post (entreprise ouest-allemande) scinde ses activités télécommunications en nommant l'entité Deutsche Bundespost Telekom.
Le 1er juillet 1992, la filiale DeTeMobil déploie le réseau GSM. Le service s'appela D1 en référence à la bande de fréquence GSM 900 MHz surnommée D-Netz (de).
En 1995, Deutsche Bundespost Telekom change de nom pour Deutsche Telekom. Deutsche Telekom est privatisé en 1996.
Les SMS furent disponibles en 1994 et un service prépayé, Xtra, fut lancé en 1997.
En 1996, Deutsche Telekom instaura le préfixe T- à toutes ses divisions, devenant ainsi T-D1, DeTeMobil, devint T-Mobil. C-Netz fut fermé en 2000. T-Mobil anglicisa son nom en 2002 pour devenir T-Mobile dans une perspective d'internationalisation.
En août 2021, l'opérateur est victime d'une importante cyberattaque exposant plus de 40 millions de dossiers clients et les informations personnelles de 7,8 millions d'abonnés payant à ses services.

## Système d'exploitation
L'opérateur allemand a été le premier à proposer des smartphones utilisant le système d'exploitation mobile Android, le T-Mobile G1 (ou HTC Dream) aux États-Unis.
L'opérateur s'est concerté avec ses homologues européens Orange, Vodafone et O2 afin de créer un système d'exploitation libre leur permettant d'être des fournisseurs de contenu.

## Marketing
Cet opérateur est particulièrement connu pour ses campagnes publicitaires « gigantesques » faisant appel à des centaines d'amateurs se produisant (danse ou chant) dans des lieux publics. Après la T-Mobile Dance à Liverpool Street Station, 13 500 personnes chantent ensemble “Hey Jude” des Beatles à Trafalgar Square. Aucun participant n’avait connaissance de l’événement.